# Honkajoki
Honkajoki – dawna gmina w Finlandii, położona w południowo-zachodniej części państwa, należąca do regionu Satakunta. 1 stycznia 2021 została włączona do gminy Kankaanpää.
W momencie fuzji gminę zamieszkiwało 1595 osób.